# Institut des hautes études internationales
L'Institut des hautes études internationales (IHEI) est un institut universitaire et un centre de recherche en droit international et relations internationales rattaché à l'université d'Assas. Ses locaux sont implantés au sein de l'École de droit de Paris (Centre Panthéon), siège de l'ancienne faculté de droit de Paris au 12, place du Panthéon, dans le 5e arrondissement de Paris.

## Histoire

### Genèse
L'idée d'un institut destiné à l'étude des relations internationales naît, en France, avant le premier conflit mondial. Dès 1912, Paul Fauchille, alors directeur de la Revue générale de droit international public, et Alejandro Álvarez, éminent juriste et membre de la Cour permanente d'arbitrage, conçoivent l'idée de créer une institution qui enseigne le droit international et leur imbrication dans les relations entre les pays.
Au lendemain de la Première Guerre mondiale, un vaste élan positiviste se répand dans toute l'Europe et au-delà, visant à encourager la promotion du droit international comme moyen de pacification, conduisant à la création de la Société des Nations et de la Cour permanente de justice internationale. Plusieurs instituts destinés à l'enseignement du droit international voient le jour en Amérique et en Europe (l'Institut universitaire de hautes études internationales de Genève est par exemple créé en 1927).
Fauchille et Alvarez font circuler une note auprès d'hommes d’État et de juristes pour promouvoir la création d'une telle école spécialisée, qui serait localisée à Paris afin d'attirer des enseignants prestigieux du monde entier. Albert de Geouffre de La Pradelle, professeur à la faculté de droit de l'université de Paris, se montre particulièrement en faveur de cette nouvelle institution et transmet le projet à l'Union juridique internationale, dont il était alors secrétaire général. Le projet reçoit son patronage, puis, peu après, celui de l'Académie des sciences morales et politiques. Le projet est soutenu par des initiatives privées, comme la Fondation Carnegie pour la paix internationale.

### Création
L'Institut des hautes études internationales naît officiellement par décret du 30 juin 1920. Il est inauguré le 19 avril 1921 lors d'une séance solennelle à laquelle participaient le président de la République Alexandre Millerand et de nombreuses personnalités du monde judiciaire et du corps diplomatique.
Un comité d'honneur de l'établissement est créé, qui comprend notamment l'ancien président de la République Raymond Poincaré, Léon Bourgeois alors président de la Société des Nations, l'ancien président du Conseil Alexandre Ribot, l'ancien ministre des Affaires étrangères Gabriel Hanotaux, mais aussi des personnalités comme Eugène d'Eichthal, qui dirige l'École libre des sciences politiques (Sciences Po), l'ancien secrétaire d'État des États-Unis Elihu Root, et l'ambassadeur du Japon Ishii Kikujirō. Plus tard, Arthur Balfour rejoint le comité.
Des salles de cours de l'université de Paris lui sont accordées. L'institut n'enseigne à l'origine que le droit international. Il est international dans la composition de son corps enseignant. La scolarité est d'abord en deux années, chacune divisée en trois trimestres. Si les cours magistraux sont tous en français, les cours de travaux dirigés peuvent l'être dans une langue étrangère. Des personnalités comme Léon Bourgeois enseignent dès l'origine à l'institut.
Des auteurs comme Charles Dupuis, qui enseignent parallèlement à l'École libre des sciences politiques, défendent l'institut en soutenant qu'il ne fera pas de concurrence à l’école d'Émile Boutmy, qui ne dispose pas d'une spécialisation en droit international, mais agira en complément de celle-ci.

### Développement
Après une période de forte activité qui s'étendit jusqu'au choc de la Seconde Guerre mondiale, l'institut dut fermer temporairement ses portes, avant de les rouvrir à la fin de l'année 1945. Son activité ne s'est, depuis lors, plus jamais interrompue, et l'IHEI reste à ce jour le plus ancien institut rattaché à l'université Panthéon-Assas. Son directeur actuel est Carlo Santulli.

## Enseignement et recherche
L'Institut des hautes études internationales délivre trois diplômes universitaires :
- Le Certificat d'études internationales générales (discipline : relations internationales)
- Le Certificat d'études juridiques internationales (discipline : droit international)
- Le Certificat de recherche approfondie

Le Centre de recherche de l'IHEI mène des travaux dans divers domaines tels que : le droit des investissements, les modes de règlement des conflits, le recours à la force et à la sécurité collectives depuis la fin de la guerre froide, les incertitudes contemporaines des sources du droit international dans l'ordre juridique international et dans l'ordre interne.
Une grande partie des cours dispensés à l'institut le sont sous forme de colloques prononcés par des professeurs étrangers, invités à développer une question d'approfondissement dans leur domaine de référence.
L'IHEI publie par ailleurs aux éditions Pedone une collection intitulée « Cours et travaux de l'IHEI ».

## Documentation

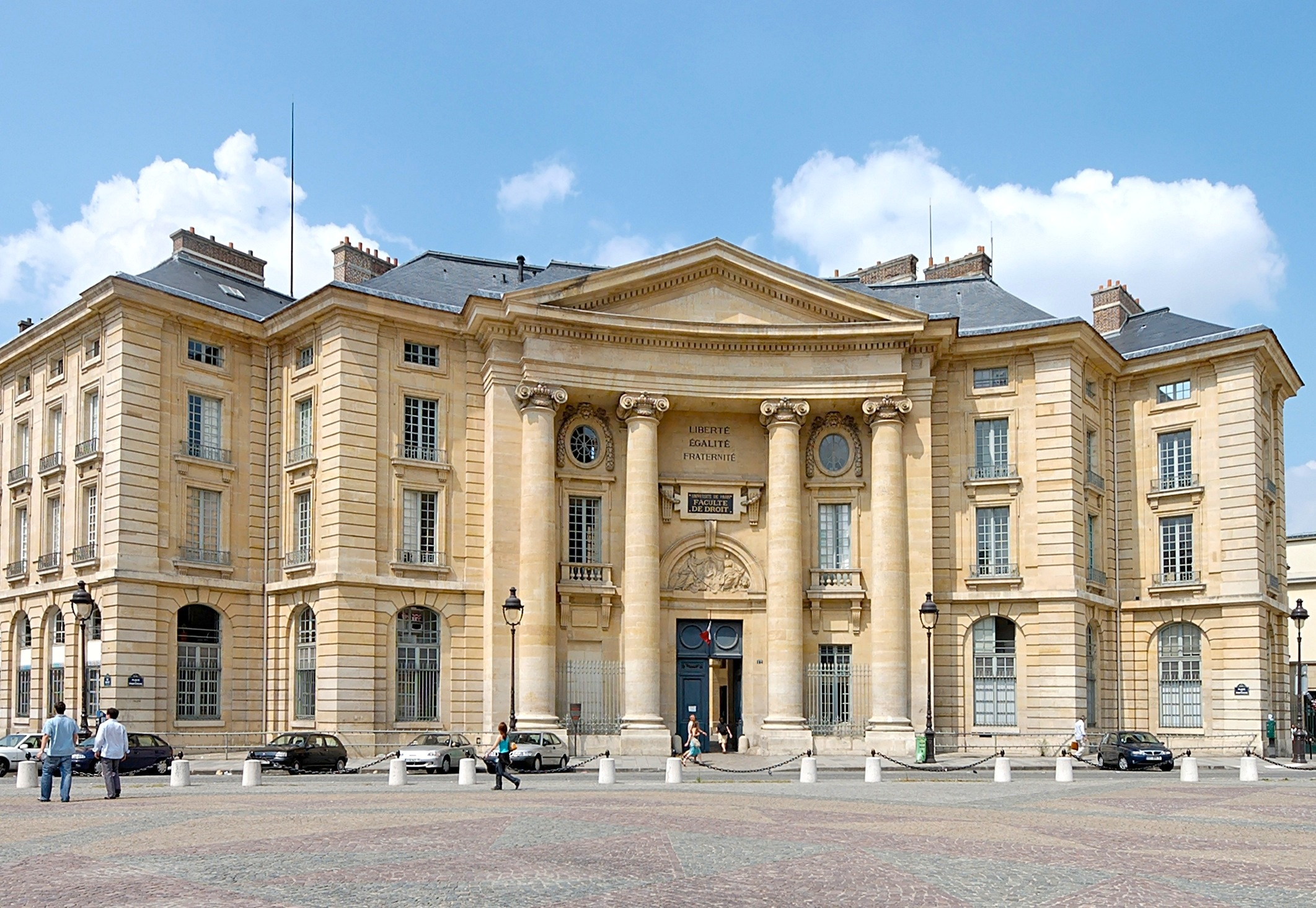
Le bâtiment de la place du Panthéon, où sont implantés les locaux et la bibliothèque de l'IHEI.

La bibliothèque de l'IHEI détient environ 14 000 volumes et périodiques et compte, à ce titre, parmi les plus importantes d'Europe dans les domaines du droit et des relations internationales, et spécialement en matière de droit des investissements et d'arbitrage international.
Elle abrite notamment l'ensemble des volumes de l'Annuaire français de droit international (AFDI), créé au sein de l'IHEI en 1955, et dirigé depuis sa création par des professeurs de l'Université panthéon-Assas, eux-mêmes directeurs de l'IHEI la plupart du temps, à l'image de Joe Verhoeven, directeur de l'AFDI (en 2013) et de l'IHEI (jusqu'en 2012).

### Liste de personnalités enseignant ou ayant enseigné à l'IHEI
- Alejandro Álvarez
- Jacques Ancel
- Jules Basdevant
- Léon Bourgeois
- Louis Cavaré
- Maxime Chrétien
- Jean Combacau
- Charles Dupuis
- Pierre-Marie Dupuy
- Paul Fauchille
- Albert de Geouffre de la Pradelle
- Gilbert Gidel
- Gilbert Guillaume
- Gaston Jèze
- Lazare Kopelmanas
- Charles Leben
- Pascale Martin-Bidou (directrice des études)
- André Mercier (juriste suisse)
- Pitman B. Potter
- Pierre Renouvin
- Paul Reuter
- Charles Rousseau
- Carlo Santulli
- Georges Scelle
- Marcel Sibert
- Henri Truchy
- Joe Verhoeven
- Charles De Visscher
- Prosper Weil
- Jean Salmon

### L'association des étudiants et diplômés de l'IHEI
Créée dans les années 1920, l’association des étudiants de l'IHEI a été relancée en janvier 2011 sous le nom d'« Association de l’Institut des hautes études internationales (AIHEI) » à l’initiative d’étudiants du CEIG et du CEJI, en collaboration avec leurs enseignants. Association loi de 1901, l'AIHEI a vocation à réunir l’ensemble des étudiants de l'Institut dans le but de renforcer la cohésion et l’entraide entre anciens diplômés et étudiants actuels, et afin de promouvoir l’excellence et la réputation de l’Institut auprès des institutions et des professionnels, en France comme à l’étranger. L’Association réunit aujourd’hui des étudiants en cours d’obtention du diplôme, des anciens diplômés de l’Institut, des professeurs, des chercheurs et des professionnels. Elle est dirigée par un Comité exécutif, élu chaque année, par des membres adhérents.